# وفاة ياسر عرفات

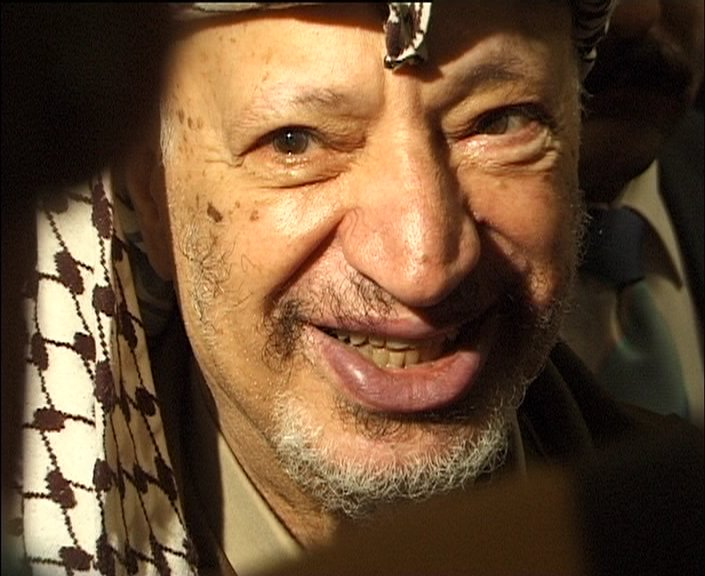
ياسر عرفات

توفي ياسر عرفات في 11 نوفمبر 2004.ياسر عرفات هو الزعيم الفلسطيني ورئيس السلطة الفلسطينية منذ عام 1996 وقائد منظمة التحرير الفلسطينية منذ الستينات. قال الأطباء الفرنسيون أن الوفاة كانت نتيجة نزيف دماغي ولكن الكثيرين قالوا أنه اُغتِيل.